# Burton, Lincolnshire
Burton är en ort och civil parish i Storbritannien.   Den ligger i grevskapet Lincolnshire och riksdelen England, i den sydöstra delen av landet, 200 km norr om huvudstaden London. Burton ligger 37 meter över havet och antalet invånare är 4 106.
Terrängen runt Burton är platt. Runt Burton är det mycket tätbefolkat, med 2 261 invånare per kvadratkilometer. Närmaste större samhälle är Lincoln, 4,8 km söder om Burton. Trakten runt Burton består till största delen av jordbruksmark.